# Xã Lower North, Quận Sharp, Arkansas
Xã Lower North (tiếng Anh: Lower North Township) là một xã thuộc quận Sharp, tiểu bang Arkansas, Hoa Kỳ. Năm 2010, dân số của xã này là 497 người.